# Жанатекес
Жанатеке́с (каз. Жаңатекес) — село у складі Райимбецького району Алматинської області Казахстану. Входить до складу Текеського сільського округу.
У радянські часи село називалось Жана-Текес.
Населення — 207 осіб (2021; 505 у 2009, 442 у 1999, 565 у 1989).